# معیار ارزیابی روج
معیار ارزیابی روج (ROUGE) از جمله معروف‌ ترین ابزار‌های ارزیابی در خلاصه‌سازی خودکار است.
از این معیار در کاربردهای پردازش زبان طبیعی و بازیابی اطلاعات استفاده شده است. ROUGE مخفف Recall-Oriented Understudy for Gisting Evaluation به "معنای ارزیابی مبتنی بر یادآوری برای خلاصه" است. این ابزار معیارهایی برای ارزیابی خلاصه‌سازی خودکار متن‌ها، مثل ترجمه ماشین را دارد. با مقایسه‌ی خلاصه‌های استخراجی (خلاصه‌های تولید شده به صورت خودکار) و خلاصه‌های چکیده‌ای (خلاصه‌های تولید شده توسط انسان) ارزیابی انجام می‌شود. 

## معیار ارزیابی ROUGE-N
این معیار براساس مقایسه‌ N تایی مشترک کلمات بین خلاصه‌‌ استخراجی و خلاصه‌ی چکیده‌ای می‌باشد. به عنوان مثال از ROUGE-1 و ROUGE-2 به ترتیب برای مقایسه‌ی یک‌تایی و دوتایی مشترک کلمات بین خلاصه‌‌‌ی استخراجی و خلاصه‌ی چکیده‌ای استفاده می‌شود.